# فلاديفوستوك
فلاديفوستوك (بالروسية: Владивосток) هي إحدى مدن روسيا في الكيان الفدرالي الروسي بريمورسكي كراي.
أكبر مدينة وميناء في الشرق الأقصى الروسي وعاصمة إقليم بريموريه، أسست عام 1860 على شبه جزيرة مورافيوف – أمورسك على سواحل بحر اليابان وتبعد عن العاصمة موسكو 6430 كم. (حسب منحنى سطح الأرض) وبطريق سكك الحديد 9288 كم. ولقد عرفت أوروبا خليج بطرس الأكبر التي تطل على سواحله المدينة عام 1852 عن طريق بحارة باخرة فرنسية اضطرت لقضاء فصل الشتاء في الخليج. 

شعار فلاديفوستوك

## تاريخ
في عام 1859 قام الحاكم العام للمنطقة بجولة بحرية تفقدية لسواحل خليج بطرس الأكبر وأثار انتباهه خليج (خور) مخفي جيدا الذي ذكره بخليج «القرن الذهبي» في القسطنطينية، وعلى الفور اقترح تسمية هذا الخليج بالقرن الذهبي أيضا وأمر ببناء مخفر عسكري عليه سمّاه فلاديفوستوك. وفي عام 1862 أصبح هذا المخفر يسمى ميناء فلاديفوستوك. وبهدف زيادة حجم التجارة الخارجية من خلاله منح صفة «ميناء حر» وازداد عدد سكان الميناء شيئًا فشيئا وفي عام 1863 حدثت أول ولادة في الميناء. وتعاظمت التجارة مع الصينيين واليابانيين والكوريين وتوسع الميناء. ولم تكن الحياة آمنة في المنطقة بسبب المجابهات والنزاعات المستمرة بين السكان من جانب والصينيين واليابانيين من جانب آخر. ولذلك تم في نهاية الستينات من القرن 19 ربط الميناء تلغرافيا بالعالم الخارجي، كما تقرر عام 1871 نقل قاعدة سيبيريا للسفن الحربية من ميناء نيقولايفسك على نهر آمور إلى فلاديفوستوك، وكذلك مقر الحاكم العسكري وغيرها من المؤسسات الحربية البحرية. وتم في نفس السنة ربط الميناء بكابل هاتفي مع كل من مدينتي شنغهاي الصينية وناغاساكي اليابانية وخط ملاحة يربطه مع مدينتي بطرسبورغ وأوديسا. وفي عام 1880 أصبح الميناء مدينة ومركزا لمقاطعة بريموريه. في عام 1893 باشرت القاطرات بالحركة بين المدينة ونيقولسك (حاليا أوسيرسك) وفي عام 1897 ربطت المدينة بخط سكك الحديد مع مدينة خاباروفسك وبخط سكك حديد مباشر آخر مع موسكو عام 1903 ضمن خط سكك حديد سيبيريا العظيم الذي يربط قارتي آسيا وأوروبا.
ومنذ تسعينات القرن 19 أصبحت فلاديفوستوك مركزا ثقافيا في الشرق الأقصى ومركزا لانطلاق الرحالة والبعثات العلمية الروسية، وتم عام 1899 افتتاح معهد الشرق لدراسة اللغات الشرقية وتهيئة الكوادر للمؤسسات الإدارية والصناعية والتجارية للشرق الأقصى.

.

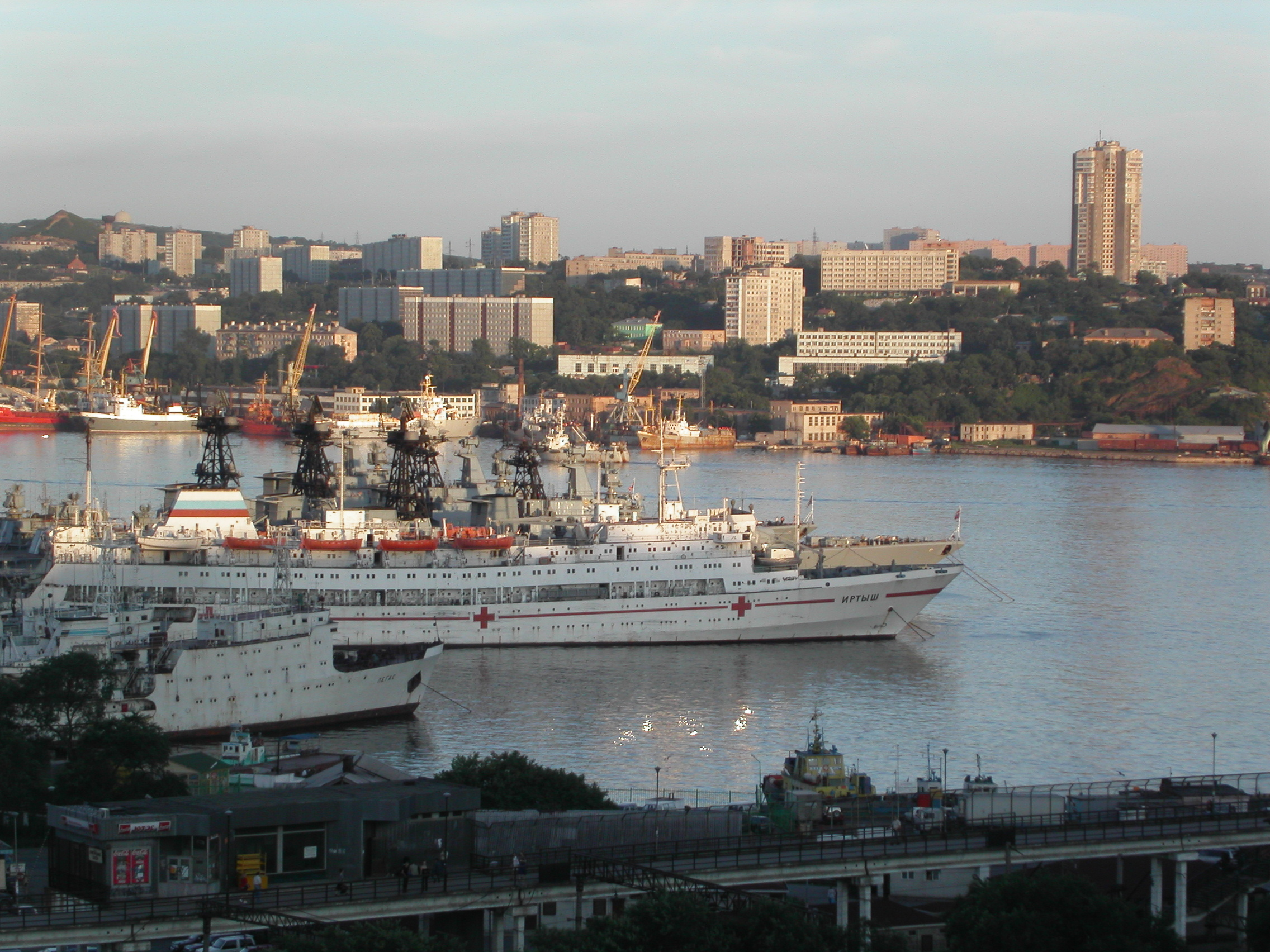
ميناء فلاديفوستوك

بعد قيام ثورة أكتوبر عام 1917 تغيرت الحكومة في المنطقة مرات عديدة واحتلت المدينة قوات يابانية وبريطانية وفرنسية وأمريكية. في عامي 1920 و 1921 انضمت المدينة إلى جمهورية الشرق الأقصى، وفي عامي 1921 و 1922 أصبحت عاصمة لجمهورية بريموريه ومنذ نهاية عام 1922 انضمت إلى جمهورية روسيا السوفيتية وصارت منذ عام 1938 مركزا لإقليم بريمورية. وبعد أن تحولت المدينة عام 1958 إلى قاعدة بحرية رئيسية للأسطول البحري الحربي السوفيتي، أصبحت مدينة مغلقة ومنع دخول الأجانب إليها ورفعت هذه الصفة عنها في 1 يناير/كانون الثاني عام 1992.
إن خليج القرن الذهبي الذي يقسم المدينة إلى قسمين، بالإضافة إلى كونه مرسى ملائم للسفن ومحل للموانئ التجارية والسمكية ومصانع صيانة السفن، لكنه يعرقل التنقل بين جانبي المدينة. وقد طرحت في القرن 19 فكرة إقامة جسر يربط جانبي المدينة، إلّا أنها بقيت حبراً على ورق لغاية 25 يوليو/تموز عام 2008 حيث بوشر ببناء الجسر الذي سوف ينجز عام 2011.
بعد انهيار الاتحاد السوفيتي وبداية الإصلاحات الاقتصادية والتحول إلى اقتصاد السوق تمت تجزئة العديد من المؤسسات الصناعية الكبيرة إلى مؤسسات صغيرة وتم إنشاء مؤسسات صناعية تجارية مشتركة مع شركات أجنبية. ولم تشمل هذه العملية المجمع الصناعي الحربي. ودون النظر إلى كل هذا حافظت المدينة على أهميتها كمركز صناعي وتجاري ومالي.
ومدينة فلاديفوستوك الحالية تعتبر من المراكز العلمية والثقافية والصناعية المهمة في روسيا، حيث يوجد فيها فرع الشرق الأقصى لأكاديمية العلوم الروسية الذي يتضمن 18 معهدا للأبحاث العلمية في الجيولوجيا ودراسة المحيطات وبيولوجيا التربة والعلوم الجغرافية والأتمتة والإدارة وغيرها. وتقوم هذه المعاهد بدراسات شاملة للمحيط والحزام المعدني للمحيط الهادئ، كما تضع أسس علمية لاستخدام وحماية البيئة. ويوجد في المدينة معهد مختص بالأبحاث العلمية في مجال الثروة السمكية. إضافة إلى معاهد الأبحاث المذكورة توجد في المدينة مجموعة من الجامعات الحكومية والأهلية مثل معهد الشرق الذي أسس في 1899 وجامعة فلاديفوستوك الحكومية وجامعة فلاديفوستوك الحكومية للعلوم التقنية وجامعة فلاديفوستوك الحكومية للعلوم الطبية وجامعة الشرق الأقصى الحكومية وأكاديمية العلوم البحرية وغيرها من الجامعات. بالإضافة إلى ذلك في المدينة عدد من المعاهد الفنية المتوسطة والثانويات المهنية المختلفة.
و مدينة فلاديفوستوك هي أضخم مدينة تاريخية في إقليم بريموريه، حيث يوجد فيها أكثر من 200 من المعالم الأثرية وفيها عددا من المتاحف أشهرها متحف الإقليم الحكومي المتحد الذي يضم مجموعة متاحف مثل: متحف التاريخ العسكري لإسطول المحيط الهادئ ومتحف قلعة فلاديفوستوك وغيرها. إضافة إلى المتحف العلمي لجامعة الشرق الأقصى الحكومية ومتحف لفرع أكاديمية العلوم وغيرها من المتاحف الكثيرة التي تفتخر بها المدينة. وهناك متحف الحيوانات والنباتات البحرية. كما تقع بالقرب من المدينة محمية بحرية طبيعية أسست في عام 1978.
وفي المدينة عدد من قاعات عرض اللوحات الفنية ودور العرض السينمائية والمعارض الصناعية والتجارية.
وفي المدينة عدد من المسارح القديمة والحديثة مثل مسرح إقليم بريموريه الأكاديمي للدراما ومسرح الشباب ومسرح الدمى وفرقة إسطول المحيط الهادئ للرقص والغناء والأوركسترا السيمفونية ومسرح الأوبرا الكلاسيكية ومسرح بوشكين وسيرك وغيرها من المسارح والفرق الفنية للرقص الشعبي.
ويقام في المدينة سنويا عدد من المهرجانات السينمائية والموسيقية الدولية والإقليمية مثل: المهرجان السينمائي الدولي لبلدان آسيا والمحيط الهادئ والمهرجان الدولي لموسيقى الجاز ومهرجان الموسيقى الكلاسيكية الدولي والمهرجان الدولي للرقص ومهرجان الطبخ وغيرها من المهرجانات الدولية التي تشترك فيها العديد من الفرق الوطنية والأجنبية.
وفي المدينة عدد من المستشفيات الحكومية والأهلية المزودة بأحدث المعدات والأجهزة الطبية. وفيها منطقة للمصحات ومنتجعات للاستجمام لعموم روسيا.
وتوجد في المدينة مصانع لبناء الماكينات وبشكل أساسي مصانع بناء وصيانة السفن وإنتاج معدات لقطاع صيد وتصنيع الأسماك. كما توجد معامل للصناعات الخفيفة وصناعة الأغذية ومواد البناء. وتمتلك المدينة قاعدة وإسطول ضخم لصيد وتصنيع الأسماك ونقلها بالثلاجات إلى أماكن مختلفة. كما تشتهر المدينة بصيد السرطانات البحرية وتصنيعها.
تعيش في المدينة بِوئام ومحبة طوائف دينية وقومية مختلفة وكل منها يؤدي طقوسه الدينية ويحتفل بأعياده القومية والدينية بِحرّية كاملة. توجد في المدينة كنائس وكاتدرائيات تاريخية يعود تاريخها إلى فترة تأسيس الميناء مثل كنيسة القديسين كيريل وميفودي وأخرى حديثة مثل كنيسة صعود العذراء، إضافة إلى كنائس للطائفة الكاثوليكية وأخرى بروتستانية وغيرها من الطوائف المسيحية. وهناك أيضا مساجد للمسلمين ومعابد لليهود والبوذيين. وفي المدينة مقر مطرانية الشرق الأقصى للكنيسة الأرثوذكسية الروسية. وهناك ديران قديمان أحدهما للراهبات والآخر للرهبان.
ومدينة فلاديفوستوك هي نقطة الربط بين خط سكك حديد سيبيريا العظيم وخطوط النقل البحري في المحيط الهادئ، مما يعطي المدينة أهمية متميزة من حيث نقل المسافرين والحمولات المختلفة.
ويعتبر الميناء البحري قلب المدينة النابض الذي يمتد إلى مسافة 4190 متر ويتضمن 16 رصيفا، تبحر منها السفن إلى المدن الساحلية الروسية والموانئ الأجنبية.
وتزين مدخل المدينة أعمدة بنماذج السفينة الشراعية «مانتشور». وشبه جزيرة مورافيوف – أمورسك ذات سطح جبلي وتمتد نهاية سلسلة جبال «سيخوتيه – الينيا» في خط الزوال. وأعلى نقطة في المدينة «عش النسر» تقع على ارتفاع 214 متر فوق مستوى سطح البحر، وقد ثبت عليها برج التلفزيون. وتمتد على جانبي الساحل محلات تجارية وورشات تصليح السفن.
وللمدينة علاقات وطيدة مع العديد من الدول والمدن، حيث توجد فيها ممثلية لوزارة الخارجية الروسية وقنصليات لمجموعة من الدول الأجنبية مثل فيتنام والهند والصين وكوريا وبريطانيا وأمريكا وألمانيا وكندا وغيرها من الدول. كما تم التوقيع على اتفاقيات للصداقة والتعاون مع عدد من المدن الصينية، واتفاقيات مع مدن شقيقة من أمريكا واليابان وكوريا والصين.
وكما كان للمدينة في السابق أهمية عسكرية كبيرة، حيث أُنشئ فيها أكثر من 1300 موقع عسكري محصن، تحول معضمها إلى متاحف بعد أن غادرها العسكر. ورغم كل هذا فإن المدينة لم تفقد أهميتها العسكرية إلى الآن، حيث توجد فيها مقرات العديد من وحدات إسطول المحيط الهادئ وترابط فيها قطعات من الإسطول المذكور.

## قلعة فلاديفوستوك
تعتبر هذه القلعة من الإنشاءات العسكرية الدفاعية الفريدة التي لا يوجد مثيل لها في العالم. وهي القلعة الوحيدة التي ما زالت قائمة حتى الآن من كل القلاع التي كانت قد أنشئت في روسيا في القرن 19 وسجّلت في سجلات منظمة اليونسكو للآثار الفريدة.
وفي عام 1889 أصبحت فلاديفوستوك رسميا تسمى قلعة. وفي عام 1916 أصبحت هذه القلعة أكبر القلاع البحرية الروسية، حيث بلغت مساحتها 400 كيلومتر مربع وبنيت فيها 130 تحصينات (طابيات) مختلفة الأهداف وبطاريات ساحلية مزودة ب 1400 مدفع. ويعتبر الحصن رقم 2 من أقوى تحصينات المشاة في العالم وربطت جميع التحصينات فيما بينها هاتفيا وبصريا ومزودة بالكهرباء ومعدات التهوية. وتعتبر قلعة فلاديفوستوك البحرية من روائع فن التحصينات العسكرية المتينة، بحيث لم يجرؤ الأعداء على اقتحامها. وكانت القلعة مزودة بالمؤن اللازمة والتي كانت تكفي لمدة سنتين. ومما يدل على متانة القلعة أنه في أثناء الحرب اليابانية – الروسية عام 1904 أطلقت سفن الإسطول الياباني قذائفها باتجاه القلعة، إلا أنها لم تحدث فيها أي أذى، مما اضطر قائد الإسطول الياباني إلى التراجع عن فكرة اقتحامها.

## بطارية فوروشيلوف
تقع البطارية في الجزء الجنوبي من جزيرة «روسكي» وتتكون من برجين مزود كل منهما بثلاثة مدافع.
وتاريخ البطارية يبدأ من عام 1931 حين وافق وزير الدفاع آنذاك كليمنت فوروشيلوف على مشروع إنشائها وتم إنجاز العمل خلال سنتين.
يتكون كل برج من 5 أدوار يحيط بها سور من الخرسانة المسلحة على عمق 15 متر ويبلغ سمك القبة الخرسانية المسلحة 3.5 أمتار، لكي يتحمل سقوط قنبلة بوزن طن واحد. في الدور الثاني مخزن وضعت فيه 1200 شحنة ومزود بنظام ووسائل فعالة لإطفاء الحريق، أما في الدور الثالث فهناك مخزن يسع لتخزين 600 قذيفة وكانت هذه القذائف تنقل إلى المدافع بواسطة سكة أحادية مثبتة في السقف وكان البرجان مرتبطان ببعضهما على عمق 25 مترا بممر طوله 217 مترا. وكان البرجان والمدافع تتحرك دائريا بواسطة التيار الكهربائي، حيث كانت البطارية مربوطة بشبكة كهرباء الجزيرة وكانت مزودة أيضا بمولدة كهربائية تعمل بالديزل ثبتت على عمق 25 مترا، وحفر بئر ارتوازي على عمق 25 متر أيضا لتزويدها بالماء الصالح للشرب.
ويبلغ وزن كل ماسورة مدفع 51 طن وقطرها 350 مم. ووزن الأجزاء الدوارة لكل برج 900 طن وكل برج مزود بدرع بسمك 300 مم. وتتراوح زاوية ميل الماسورة عن الأفق من (- 5) إلى (+ 25) درجة، وأبعد مسافة تصلها قذائف مدفعيتها تعادل 35 كم. وأعلى ارتفاع 11 كم. لذلك بالإمكان استخدام المدافع كمضادات جوية. وكان عدد طاقم كل برج يتكون من 75 شخص ومجموع العاملين في البطارية 399 شخص.
تعتبر البطارية الآن من الآثار التاريخية للفن المعماري العسكري وهي جزء من متحف الإقليم الحكومي.

## المحمية البحرية الطبيعية
أسست هذه المحمية في 24 مارس/آذار عام 1978 ويقع ضمن حدودها جزء من خليج بطرس الأكبر و 12 جزيرة صغيرة وجزء من الساحل. والهدف من إنشاء المحمية هو الحفاظ على الأحياء البحرية والبرية التي تعيش وتتكاثر بالقرب من الساحل وعلى الجزر وإجراء الدراسات والأبحاث العلمية وحماية البيئة. وتبلغ مساحة المحمية الطبيعية 64316 هكتار معظمها 63000 بحرية.
والمحمية مقسمة إلى ثلاثة أجزاء ولكل قسم وظيفة معينة:
القسم الأول (الشرقي) – هو منطقة محمية بالكامل، حيث يمنع ليس فقط القيام بأي نشاط بشري فيه، بل ويمنع القيام بالأبحاث العلمية التي لا علاقة مباشرة لها بالأهداف الأساسية لإنشاء المحمية. وتبلغ مساحة هذا الجزء 45 ألف هكتارا.
القسم الثاني من المحمية الطبيعية – هي منطقة إعادة الإنتاج. فبالإضافة إلى الحفاظ على الحيوانات والنباتات الطبيعية فيه يفترض إجراء أبحاث مرتبطة بتطور وتربية الأحياء المائية. ومن مهمات المحمية إبداء المساعدة اللازمة للصناعات في مجال الصفات البيولوجية للأنواع التي تحت الدراسة وأيضا دراسة تأثير الأحياء المائية على المجتمعات الطبيعية لها.
القسم الثالث من المحمية – هو منطقة الأعمال التنويرية – هنا يوجد مبنى حجري من طابقين مساحته حوالي 1000 متر مربع توجد فيه إدارة المحمية والمعرض الطبيعي الدائم الذي حظي بتقييم سكان فلاديفوستوك وزوارها. وهنا أيضا المكتبة والمختبرات العلمية وغرف للسكن والإقامة، حيث يزداد عدد زوار المحمية في فصل الصيف كثيرا.